# Пахарон
Пахарон (ісп. Pajarón) — муніципалітет в Іспанії, у складі автономної спільноти Кастилія-Ла-Манча, у провінції Куенка. Населення — 95 осіб (2010).
Муніципалітет розташований на відстані близько 170 км на схід від Мадрида, 33 км на південний схід від Куенки.

## Демографія
Динаміка населення (INE ):